# 伯忽笛
伯忽笛（?—?），元朝人物。
怯烈氏。大蒙古国曲律汗海山（元朝皇帝元武宗）的皇后（可敦、哈屯，汉译皇后）。元朝的后妃只有两等，汉人称之为皇后与妃子。元世祖以后只有得到策宝的皇后才算正宫皇后。她十三岁，在潜邸跟了海山。后随武宗的母亲昭献元圣皇后答己出居怀州。伯忽笛性格敏给周慎，昭献皇后很喜欢他。元英宗即位，命她主元太祖完颜氏皇后斡尔朵。至治三年（1323年），徙居元世祖迭只斡尔朵。昭献皇后崩，她出私财三千五百贯建造顺圣寺来奉昭献皇后的神御，又建造崇源寺以奉英宗神御。

## 延伸阅读
[在维基数据编辑]
 《新元史/卷104》，出自柯劭忞《新元史》